# 山岳信仰

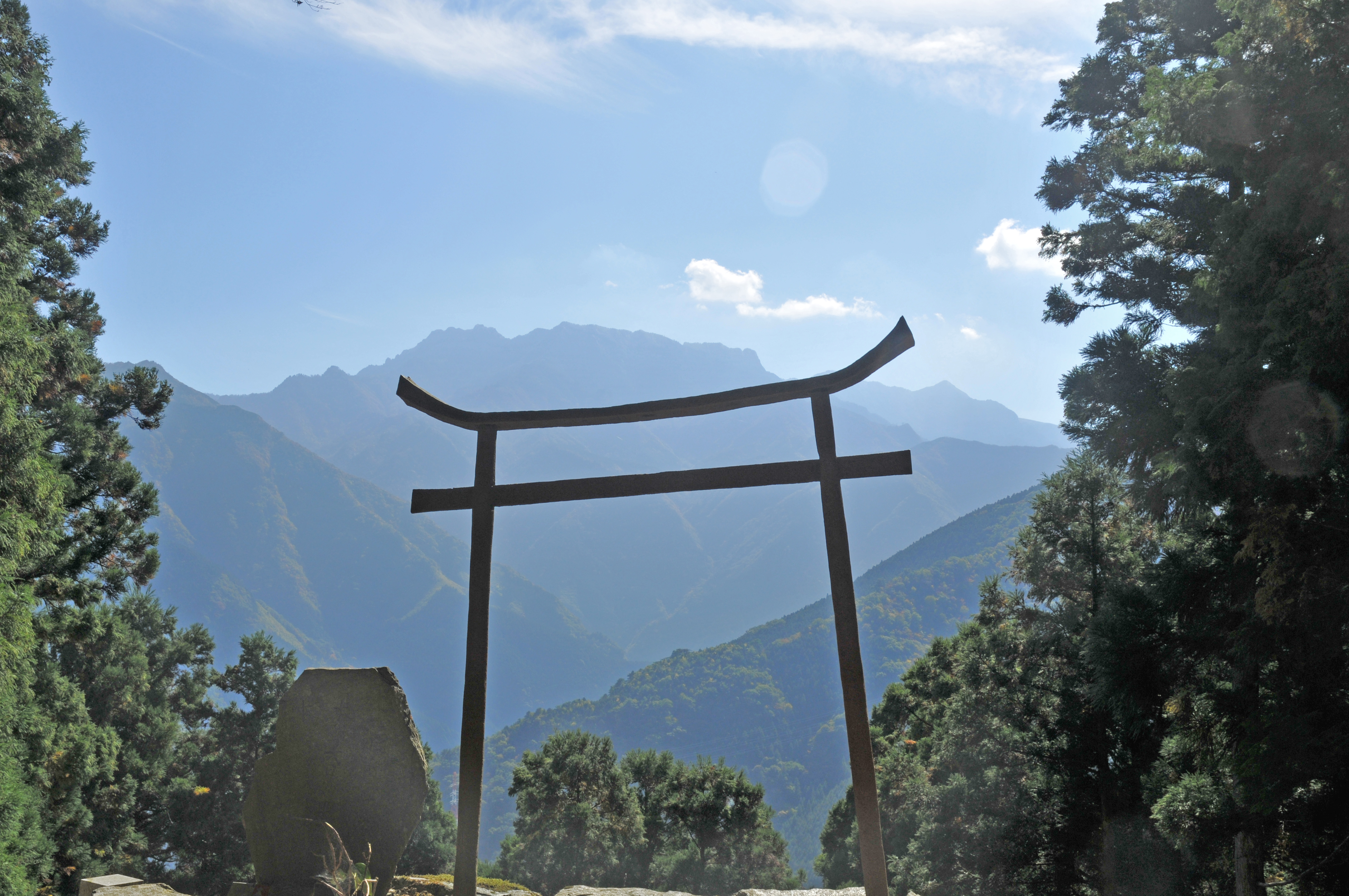
被作為修驗道聖地的石鎚山之逢拜所（星森山口）

山岳信仰是將山作為神聖崇拜對象的一種信仰。 

## 解説
山岳信仰是自然崇拜的一種，被認為是狩獵民族等與山岳關聯性高的民族對於山岳地帶及其自然環境抱持之敬畏、面對其壯闊或是畏懼嚴苛的自然環境而產生敬仰之情感情而發展形成宗教。在山岳信仰之中，認為且相信山岳地帶具有靈力，行成利用山的壓迫感作為自我生活的律制型態。
這些信仰主要存在於内陸地帶山區部的文化，擁有人類無法到達之險峻山岳為其不可或缺的條件。 
在擁有這樣信仰型態的地區中，一切生活所需依存於山川河林的民族受惠於眼前山岳的自然恩典，同時因為地形險峻、環境嚴苛之故，都可能會因一時不注意而喪失性命，易陷入危險的行為舉止解讀為是「褻瀆山岳」而成為信仰中的禁忌，此一思想被認為是種延續生存知識的方式。

## 具有山岳信仰的文化圏
- 漢族
- 朝鮮、延邊朝鮮族
- 藏族
- 滿族
- 大和民族
- 尼泊爾
- 拉達克
- 秘魯
- 台灣原住民族

## 日本的山嶽信仰
日本的古神道裡也有感念水源、獵場、礦山、森林等的恩惠、敬畏雄壯姿態的火山的想法， 坐擁山脈與森林的山岳由稱為神奈備（かんなび）的神所鎮座，亦被相信是神或御靈宿居又或降臨之場所，有時以磐座、磐境作為常世（神的國度、神域）與現世的交界舉行祭祀活動。再者也有死者亡魂（祖靈）回歸山林「山上他界」的思考模式（類似海上他界、地中他界等）。這些傳統仍存在於神社神道之中，石鎚山、諏訪大社、三輪山等處仍信仰此道。有些農村地區則信仰水源知有無與山嶽有關，入春之後山神降臨村里成為田之神，秋收結束後便回歸山林。
另外在佛教裡認為世界的中心有座至高的須彌山，空海之於高野山、最澄之於比叡山等開山始祖，更加深了其對於山的敬畏。即便是在平地的佛教寺院也會有「○○山△△寺」等附加了山號，亦是同樣的理由而成。
藏傳佛教中，大多禁止攀登作為神聖信仰主體的山嶽。而在日本雖然將山嶽主體視為神聖之境，但也因信仰山巔之處為他界連結之境，攀登山嶽及迎接日出的行為倍受重視。在日本，泛靈信仰中的太陽信仰與山岳信仰相結合的結果。

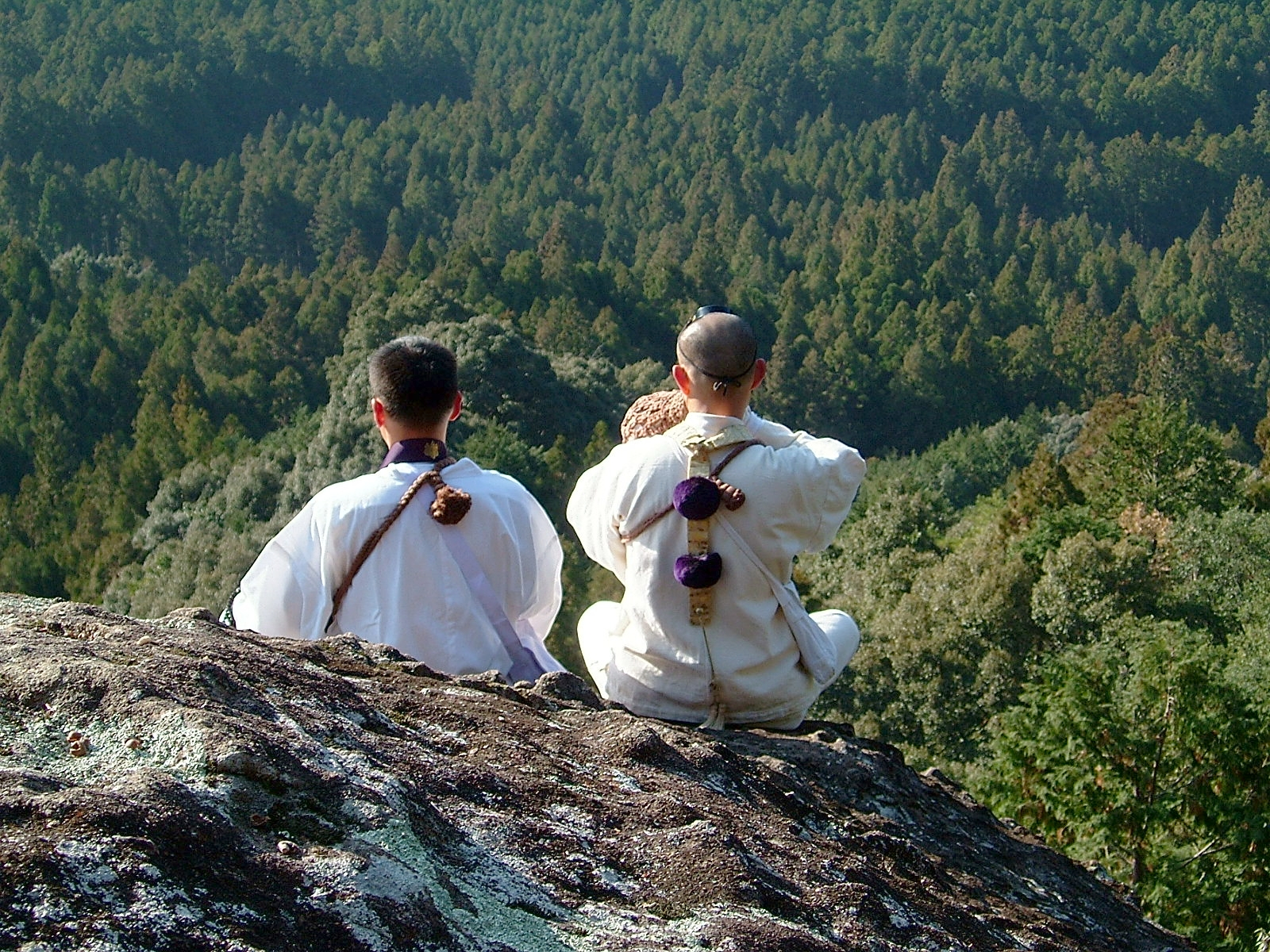
在深山修行的山伏

其後，結合密教、道教行事的修験者或山伏為切斷與俗世之間的連結，進入深山之中修行以求悟道。後來衍生出修驗道或咒術類型的宗教。

### 主要形態
日本山嶽信仰的主要形態整理如下

#### 火山
富士山或阿蘇山、鳥海山等，因畏懼火山噴發而將火山作為信仰神祇。

#### 水源由來的山
白山等周邊地區因受惠其水源而形成信仰。

#### 死者亡靈聚集的山
在日本，恐山、月山、立山、熊野三山等特地都有山嶽被認為是死後亡靈所前往之處，而這類山嶽也成為信仰對象。

#### 有神靈的山
作為宇佐神宮奧宮的御許山、作為大神神社御神體的三輪山、役小角所開之大峰山等，雖然以山嶽而言規模較小，但只要被認為有神靈存在之後便會成為信仰對象。

### 修驗道的誕生
山嶽信仰與日本自古以來的古神道、由外傳入的佛教（特別是天台宗、真言宗等密教）信仰結合產生了獨有的「修驗道」。役小角創始修驗道，藉由修行將山的靈力授與人們。現今、「本山派」（天台宗）或是「當山派」（真言宗）的修行僧（稱作山伏或是修驗者）仍依循傳統修驗道的方式修行。

### 歷史
山嶽信仰原本為自然崇拜的泛靈信仰所発展而來，雖然在江戶末期以神佛習合形態呈現，但是明治時期以後發布神佛分離令後禁止了神佛習合。包含原先真言密教系的出羽三山等，在寺院與神社分離之後，信仰的本體大多以神社的型態存續。
將山視為神界的信仰以外，也有死者亡靈聚集、由巫女的降靈發展出祖靈供養。現在，一般民眾的登山習慣仍展現出了山嶽信仰的色彩，至今仍有很多人初次登山都由被稱作靈場的山嶽開始。

## 中國的山嶽信仰
山神信仰在中國有悠久的傳統，為《周禮》中的地祇之一。至今人們依然有在墳墓旁供奉山神以祈求護佑逝者的習俗。在中國最重要的神山有五嶽之稱的泰山、衡山、嵩山、華山、恆山。被認為是以山嶽本體為信仰對象的山嶽信仰，但是連結了盤古神話、五行思想等，轉換成為了道教諸神之一。唯有泰山的轉化比較不同，除了作為道教聖地之外，岱廟、石敢當等還形成與其他山嶽信仰不同的型態。道教的著名山嶽，往往也成為洞天福地，被認為是神仙在人間的居所。

## 現代登山活動與山嶽信仰
原本自古以來杳無人跡的山嶽地帶，因交通發達或是裝備演進之後使得登山變得較為容易，人們因運動、競技、觀光等各種目造訪山嶽，破壞過去信仰禁忌、丟棄垃圾、污染環境，甚至是過度自大而造成的山難事故等等，發生許多傷害了如珠穆朗瑪峰、烏盧魯那些敬奉山嶽的民族信仰情感等情事。
因觸犯這些信仰中的禁忌，甚至有相信會降下災厄的在地民族為安撫山嶽舉行大規模祭儀。除了造成當地居民的精神負擔以外也造成經濟型態的負擔，反而使得山嶽信仰這種強調與自然共存的精神重新再被檢視。

## 關連項目
- 山岳佛教
- 小乗佛教
- 修驗道
- 修驗者
- 山伏信仰
- 鳥海修驗
- 藏王權現
- 富士信仰
- 加波山信仰
- 立山修驗
- 出羽三山
- 白山信仰
- 石鎚神社
- 御嶽教
- 靈場
- 紀伊山地的聖地與朝聖路
- 文化人類學
- 薩滿教

### 成為信仰對象的主要事物
- 泛靈
- 珠穆朗瑪峰
- 岡仁波齊峰
- 梅里雪山
- 長白山（白頭山）
- 熊

## 外部連結
- 日本山岳修驗學會 （页面存档备份，存于）（日文）